# August Stauch

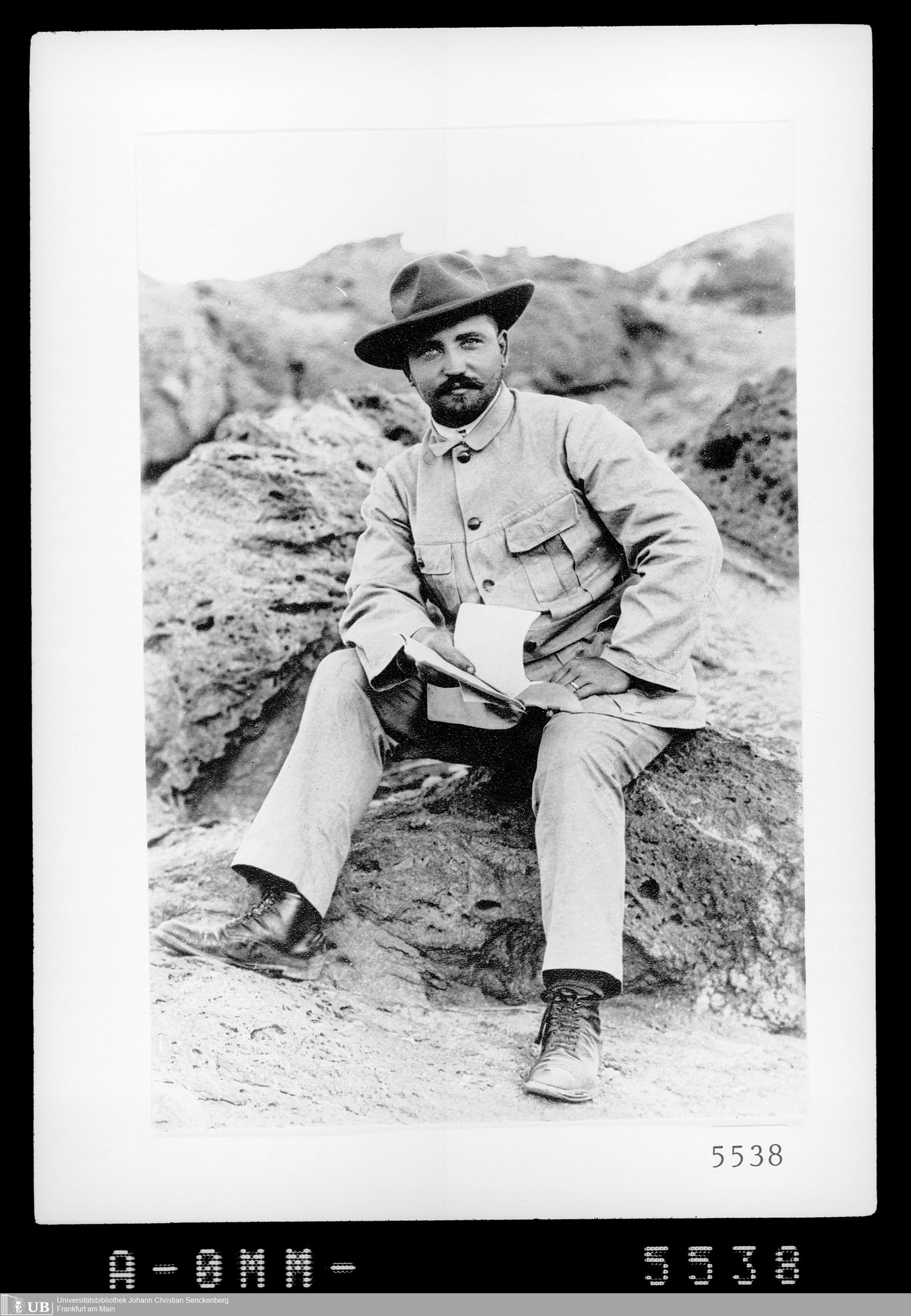
August Stauch, wohl bei Lüderitz

Kaspar Andreas August Stauch (* 15. Januar 1878 in Ettenhausen/Suhl; † 6. Mai 1947 in Eisenach) gilt als Entdecker der Diamantenvorkommen in der Nähe des Ortes Lüderitz in der damaligen Kolonie Deutsch-Südwestafrika, dem heutigen Namibia.
August Stauch hatte vier Kinder, zwei Töchter (Marianne, 1906–1992; Käthe Ursula, 1912–2004) und zwei Söhne (Hans, 1905–1955; Hellmut, 1910–1970). Sein jüngerer Sohn Hellmut wurde ein in Südafrika renommierter Architekt, startete im Segeln bei Olympischen Spielen und entwarf die O-Jolle.
Die gesamte Familie Stauch liegt auf dem Gammams-Friedhof in Windhoek begraben.

## Diamantenfund
August Stauch wurde als drittes von sieben Kindern einer Eisenbahnerfamilie in Ettenhausen geboren. Er war Eisenbahnangestellter in Thüringen und kam 1907 auf ärztlichen Rat hin – er litt unter Asthma – in die deutsche Kolonie. In seiner Freizeit hatte er sich hobbymäßig mit der Mineralogie beschäftigt. Stauch wurde am Bahnhof Grasplatz in der Nähe des Ortes Lüderitz stationiert und als Bahnmeister mit der Aufgabe betraut, dort einen ca. 20 km langen Eisenbahnabschnitt von den ständigen Sandverwehungen freizuhalten. Dafür wurde ihm ein einheimischer Arbeiter, Zacharias Lewala, als Hilfe beigegeben. Stauch hatte seinem Gehilfen, der auf Grund früherer Tätigkeit in einer südafrikanischen Diamantenmine über mineralogische Kenntnisse verfügte, aufgetragen, während seiner Arbeit auch auf besondere Steine zu achten. Am 10. April 1908 fand Lewala einen solchen und brachte ihn pflichtgemäß seinem Vorgesetzten. Dieser vermutete einen Diamanten, war sich dessen aber nicht sicher und ließ sich seine Vermutung durch seinen in Lüderitz wohnenden Freund und Bergwerksingenieur Sönke Nissen bestätigen. Diese Diamanten hatte der Oranje vor Millionen Jahren ins Meer gespült. Wind und Wellen spülten sie in den Sand der Namib zurück. Die Südwestdiamanten sind meist nicht besonders groß, aber wasserklar und damit auf dem Markt beliebt. Stauch und Nissen behielten ihr Wissen zunächst für sich, kündigten ihre  Arbeitsverhältnisse und sicherten sich bei der Kolmannskuppe (so benannt nach einem vor Jahren hier steckengebliebenen und geretteten Nama namens Coleman) einen 75 km² großen Claim, um weiter nach Diamanten zu suchen. Der Erfolg blieb nicht aus. Beide wurden, noch bevor das Gebiet vom Deutschen Reich zum Diamantensperrgebiet erklärt wurde, zu vermögenden Männern und Kolmannskuppe wurde, gemessen am Pro-Kopf-Einkommen der Einwohner, vorübergehend zur reichsten Stadt Afrikas. Stauch stand der Kolonialen Bergbau-Gesellschaft vor und brachte es durch diese zum Millionär.
Stauch versuchte seinen Wohlstand weiter zu mehren und investierte in vielfältige Unternehmen – sowohl in der Kolonie als auch in Deutschland, etwa mit der Vox-Schallplatten- und Sprechmaschinen-AG. Jedoch verlor er 1931 in der Weltwirtschaftskrise sein Vermögen. Im Alter lebte er wieder in seinem Geburtsort Ettenhausen und verstarb im April 1947 als armer Mann infolge eines Magenkrebsleidens. Lediglich zwei Farmen in Südwestafrika waren ihm verblieben. Sie existieren heute noch und werden von den Enkeln Stauchs bewirtschaftet (eine Jagdfarm und eine Weberei in Dordabis).

## Politik
Bei den Wahlen zur South West African Legislative Assembly 1926 hatte der Deutsche Bund für Südwestafrika 7 von 12 der zu wählenden Mandate erzielt. Die südafrikanische Mandatsherrschaft hatte jedoch das Recht, sechs weitere Abgeordnete zu ernennen. Nach der Wahl ernannte der südafrikanische Administrator Johannes Werth zwei Deutsche und vier Unionisten als weitere Mitglieder. Als deutsche Abgeordnete wurden der Farmer Paul Guhr und August Stauch ernannt. Damit bestand im Parlament mit 9 Deutschen und 9 Unionisten ein Gleichstand. In der South West African Legislative Assembly kam es 1928 zu einem Eklat. Als einziger deutscher Abgeordneter stimmte Stauch der Regierungsvorlage zu, die Zuwanderung der „Angola-Buren“ finanziell zu unterstützen. Von deutscher Seite wurde er heftig dafür kritisiert. Hintergrund war die Tatsache, dass allein die 1900 Angola-Buren die deutsche Mehrheit in der ehemaligen deutschen Kolonie verschwinden lassen würde (zum Vergleich: 1926 gab es etwa 8200 stimmberechtigte Weiße in Südwestafrika).